# Now Here's Johnny Cash
Now Here's Johnny Cash è il decimo album del cantautore country Johnny Cash ed è il suo quinto album pubblicato dalla Sun Records. Fu originariamente pubblicato il 21 ottobre 1961 ed è stato ripubblicato nel 2003 dall'etichetta Varèse Sarabande, con cinque bonus track, quattro di esse sono versioni alternative di brani già presenti nell'album, come la prima versione di My Treasure, di durata notevolmente maggiore rispetto al master, mentre una, I Couldn't Keep From Crying, è un brano registrato da Cash alla Sun Records e mai apparso fino ad allora su un album della Sun.

## Tracce
1. Sugartime - 1:48 - (Odis Echols, Charlie Philips)
2. Down the Street to 301 - 2:06 - (Jack Clement)
3. Life Goes On - 2:02 - (Johnny Cash, Jack Clement)
4. Port of Lonely Hearts - 2:36 - (Johnny Cash)
5. Cry Cry Cry - 2:29 - (Johnny Cash)
6. My Treasure - 1:16 - (Johnny Cash)
7. Oh, Lonesome Me - 2:30 -(Don Gibson)
8. Home of the Blues - 2:43 - (Johnny Cash, Glen Douglas, Vic McAlpin)
9. So Doggone Lonesome - 2:37 - (Johnny Cash)
10. You're the Nearest Thing to Heaven - 2:40 - (Jim Atkins)
11. The Story of a Broken Heart - 2:11 - (Sam Philips)
12. Hey Porter - 2:15 - (Johnny Cash)

### Bonus Tracks
1. I Couldn't Keep From Crying - 2:03 - (Marty Robbins)
2. Sugartime - 1:47 - (Odis Echols, Charlie Philips)
3. My Treasure - 2:19 - (Johnny Cash)
4. Oh, Lonesome Me - 2:31 - (Don Gibson)
5. Home of the Blues - 2:46 - (Johnny Cash, Glen Douglas, Vic McAlpin)

## Musicisti
- Johnny Cash - voce
- Al Casey - Chitarra
- Luther Perkins - Chitarra Elettrica
- Marshall Grant - Basso

### Altri Collaboratori
- Sam Phillips - Produttore
- Jack Clement - Produttore
- Cary E. Mansfield - Produttore per la Riedizione
- Bill Dahl - Produttore per la Riedizione, Note
- Dan Hersch - Rimasterizzazione Digitale
- Bill Pitzonka - Direzione Artistica, Design